# Magliano Sabina
Magliano Sabina település Olaszországban, Lazio régióban, Rieti megyében. Lakosainak száma 3433 fő (2023. január 1.). Magliano Sabina Civita Castellana, Gallese, Orte, Otricoli, Calvi dell'Umbria, Montebuono és Collevecchio községekkel határos.

## Népesség
A település lakossága az elmúlt években az alábbi módon változott:
| Lakosok száma | 3740 | 3693 | 3433 |
|               | 2017 | 2018 | 2023 |